# Liuteric
Liuteric (ca. 615 - 676) was een hofmeier van koning Theuderik III van Neustrië, vanaf 675.
Liuteric was de zoon van Erchinoald, hofmeier van Neustrië, en Leutsinde. Hij wordt voor het eerst genoemd in 659 als er een juridisch conflict is over zijn erfenis met de abdijen van Rouen en Saint-Denis. In die tijd ontstond een langdurige periode van burgeroorlog en politieke moorden omdat de hofmeier Ebroin alle macht wilde verwerven. In 675 werd Liuteric benoemd tot hofmeier van Neustrië. Toen Ebroin een jaar later echter wist te ontsnappen uit het klooster waarin hij was opgesloten, liet hij Liuteric vermoorden en werd zelf hofmeier van Neustrië.
Leuteric was vermoedelijk getrouwd met een Bourgondische prinses en was de vader van Eticho I van de Elzas.
Zie ook Leudesius.